# Портрет на баща
„Портрет на баща“ (на словенски: Portret očeta) е картина от италианския художник Джузепе Томинз (Йожеф Томинк) от 1848 г.
Картината е нарисувана с маслени бои върху платно и е с размери 90 x 74,5 cm. Йожеф Томинк живее и работи в Австро-Унгария. Той е един от най-известните италиански портретисти от периода Бидермайер, отличаващ се с изкуство на буржоазията, бягство към идилията и частния живот и пресъздаване на настоящето. Най-характерни в изкуството му са реалистичните портрети. Представлява портрет на собствения баща на художника по случай неговият 80-годишнина. На картината е изобразен с празничен костюм, седнал на кресло до маса. С лявата ръка държи малък портрет на жена. Портретът е изцяло в стил натурализъм и е лишен от всякаква идеализация.
От 1926 г. е част от колекцията на Националната галерия на Словения в Любляна.